# Wat Hua Lamphong

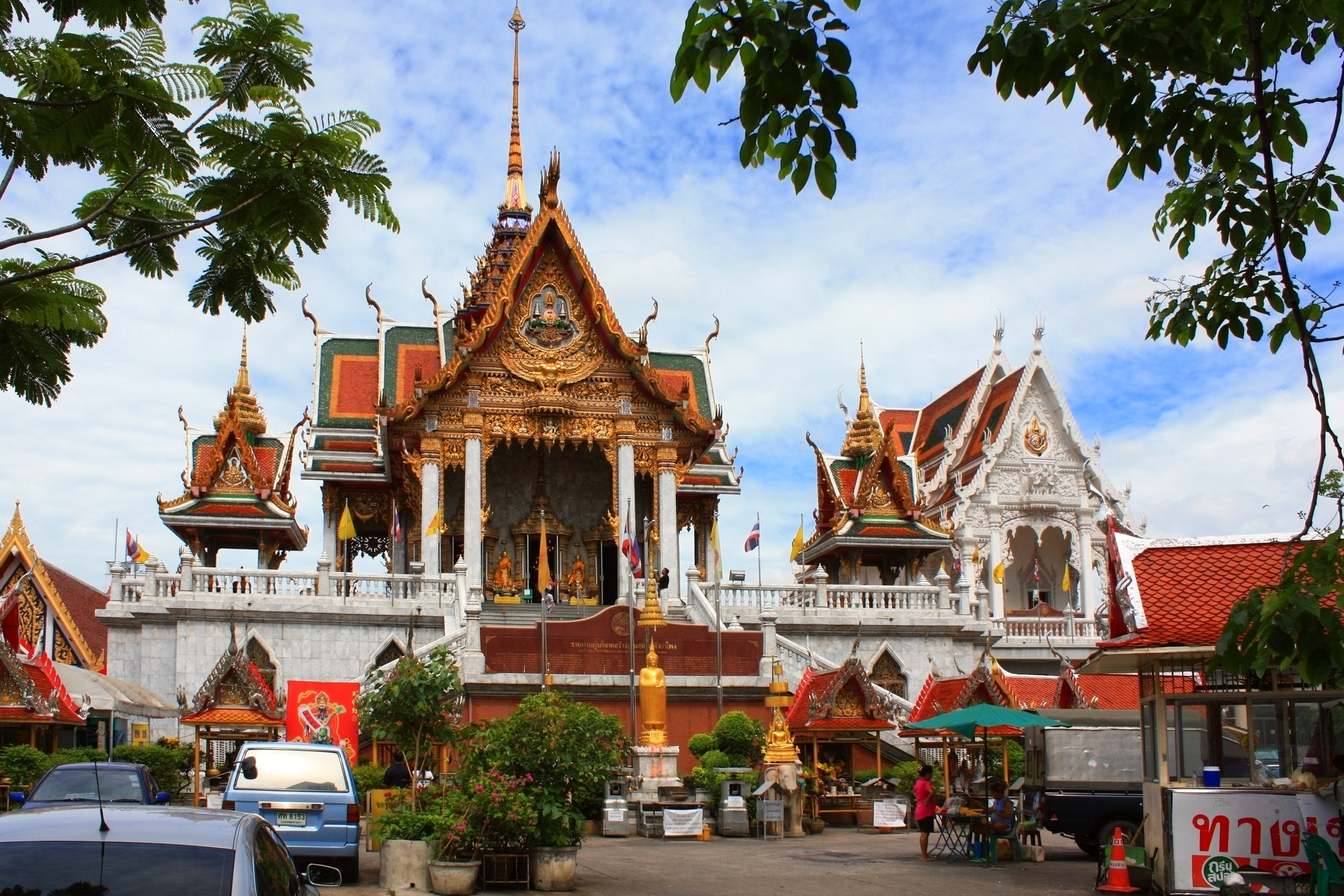
Ubosot und Vihan des Wat Hua Lamphong

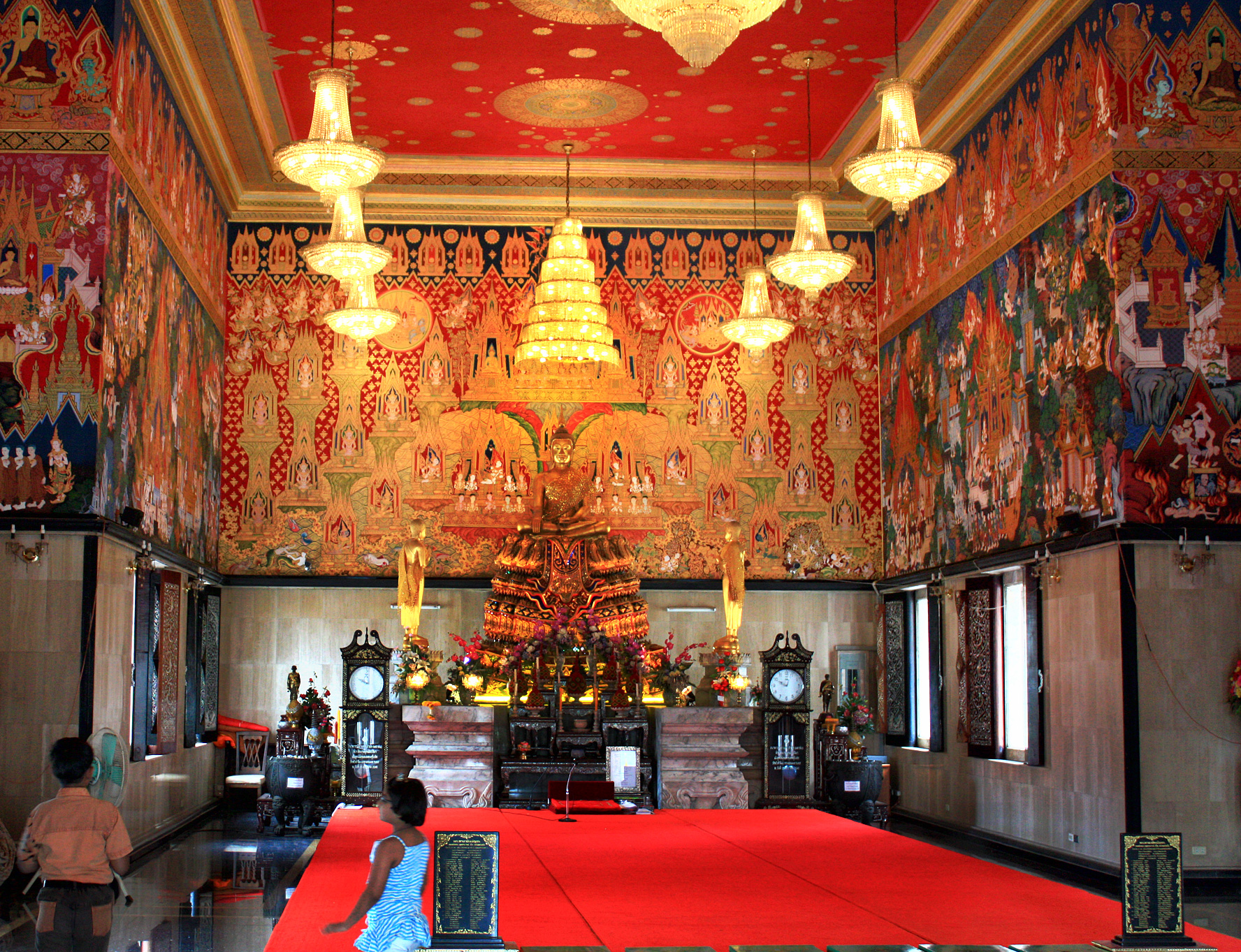
Buddha-Statue im Innern des Ubosot

Wat Hua Lamphong (Thai: วัดหัวลำโพง) ist eine buddhistische Tempelanlage (Wat) im Bezirk Bang Rak (Khwaeng Si Phraya – สี่พระยา) in Bangkok. Wat Hua Lamphong ist ein Königlicher Tempel Dritter Klasse.
Wat Hua Lamphong hieß ursprünglich Wat Wua Lamphong, sein Name stammt von einem Kanal (Khlong) mit gleichem Namen, der acht Kilometer lang, ausgehend vom südlichen Teil des Khlong Padung Krung Kasem in östlicher Richtung verlief. Entlang des Kanals verlief ein Trampelpfad mit Namen Wua Lamphong Road. Heute ist aus der Wua Lamphong Road eine der verkehrsreichsten Straßen Bangkoks geworden: die Rama-IV.-Straße (Thanon Phra Ram 4).
Wat Hua Lamphong liegt südlich der Rama-IV.-Straße neben dem Chula-High-Tech-Square zwischen den Kreuzungen mit den Straßen Phaya Thai und Si Phraya. Die Haltestelle Sam Yan der Bangkok Metro liegt direkt vor dem Eingang des Tempels.
Bemerkenswert ist der Ubosot des Tempels, der auf einem einstöckigen Unterbau steht. Eine große Freitreppe führt vom Eingang des Tempels direkt in das Heiligtum.